# 南アフリカ航空295便墜落事故
南アフリカ航空295便墜落事故（みなみアフリカこうくう295びんついらくじこ、英:South African Airways Flight 295）は、インド洋モーリシャス近海で発生した航空事故である。
1987年11月28日、南アフリカ航空295便は、貨物エリアで発生した火災によりモーリシャス東方のインド洋に墜落。 乗客乗員159人全員が死亡した。 機体の捜索は困難を極め、コックピットボイスレコーダー（CVR）は4,900メートル（16,100フィート）の深さから回収された。
公式の調査は火災の原因を特定できないまま終了し、事故後数年間にわたって陰謀論が唱えられる原因となった
。

## 航空機
ボーイング747-200Bコンビ、機体記号：ZS-SAS、愛称：ヘルダバーグ、1980年製造）は、規定の負荷率とクラスBの貨物室規制のもと、メインデッキに客室と貨物室との両方が設置されていることを特徴としていた。
295便には客室には140人の乗客が搭乗し、また航空運送状によると、貨物室には手荷物と6個の貨物パレット、計47,000キログラム（104,000ポンド）が積み込まれていた 。 台湾の税関職員が一部の貨物の抜き打ち検査を行っているが、このとき事故の原因となるような疑わしい貨物は発見されなかった
。

## 乗組員
- 機長：49歳・男性
- 副操縦士：36歳・男性
- リリーフパイロット：37歳・男性
- フライトエンジニア
  - シニア：45歳・男性
  - セカンド：34歳・男性

機長は13,843時間の飛行時間を持つベテランパイロットであり、うちボーイング747の飛行時間は3,884時間。副操縦士の飛行時間はそれぞれ7,362時間と8,749時間で、ボーイング747での飛行時間はそれぞれ4,096時間、4,254時間。 また、フライトエンジニアの飛行時間はシニアが7,804時間、セカンドは1,595時間で、ボーイング747での経験はそれぞれ4,555時間、1,595時間であった
。

## 事故の経過
295便は、台湾（中華民国）の中正国際空港（現・台湾桃園国際空港）を出発し、途中のインド洋上にあるモーリシャスのサー・シウサガル・ラングーラム国際空港で給油後、南アフリカのヨハネスブルグのヤン・スマッツ国際空港（現・O・R・タンボ国際空港）に向かう予定だった。
出発の34分後、乗組員は香港の航空管制官に連絡し、 ウェイポイント ELATO（ 22°19'N 117°30'E ）からISBANまでの飛行ルートについて確認した。 位置報告は15:03:25にELATO経由で行われ、15:53:52にウェイポイントSUNEK、16:09:54にADMARKとSUKAR（12°22'N 110°54'E）と続いた。 15:55:18、295便はヨハネスブルグの南アフリカ航空基地に定期報告を行っている。 台北を出発後、9時間30分は通常通りに飛行していたが、現地時間午前3時45分ごろ、モーリシャスの航空管制官に対し「煙が充満し緊急着陸を要する事態」と通信があった
。
| モーリシャスATCとの通信記録 | モーリシャスATCとの通信記録 | モーリシャスATCとの通信記録 | モーリシャスATCとの通信記録 |
| 時刻                        | 会話者                      | ダイアログ | 公式調査による補完 |
| --------------------------- | --------------------------- | --- | --- |
| 23:48:51                    | 295                         | Eh, Mauritius, Mauritius, Springbok Two Niner Five. （モーリシャス、モーリシャス、こちらSAA295便） | |
| 23:49:00                    | ATC                         | Springbok Two Nine Five, eh, Mauritius, eh, good morning, eh, go ahead. （SAA295便、こちらモーリシャス。おはようございます。どうぞ） | |
| 23:49:07                    | 295                         | Eh, good morning, we have, eh, a smoke, eh, eh, problem and we're doing emergency descent to level one five, eh, one four zero. （おはよう。機内に煙が発生。高度（フライトレベル）を15000、いや、14000ftに向けて緊急降下したい） | |
| 23:49:18                    | ATC                         | Confirm you wish to descend to flight level one four zero. （高度を14000ftまで降下したいのですね） | |
| 23:49 20                    | 295                         | Ja, we have already commenced, an, due to (a) smoke problem in the aeroplane. （ああ。機内に煙が充満している） | |
| 23:49:25                    | ATC                         | Eh, roger, you are clear to descend immediately to flight level one four zero. （了解。高度14000ftまでの緊急降下を許可します） | |
| 23:49:30                    | 295                         | Roger, we will appreciate if you can alert the fire, ehp, ehp eh, eh （了解。火災への対応に感謝する） | |
| 23:49:40                    | ATC                         | Do you wish to eh, do you request a full emergency? （緊急事態を宣言しますか？） | |
| 23:49:48                    | 295                         | Okay Joe, kan jy...vir ons | Okay Joe can you...for us |
| 23:49:51                    | ATC                         | Springbok Two Nine Five, Plaisance. （SAA295便、こちらプレザンス（ラングーラム空港管制室）） | |
| 23:49:54                    | 295                         | Sorry, go ahead? （すまない。もう一度） | |
| 23:49:56                    | ATC                         | Do you, eh, request a full emergency please, a full emergency? （緊急事態を宣言しますか？） | |
| 23:50:00                    | 295                         | Affirmative, that's Charlie Charlie. （そうする。緊急事態を宣言する） | |
| 23:50:02                    | ATC                         | Roger, I declare a full emergency, roger. （了解。緊急事態宣言を確認） | |
| 23:50:04                    | 295                         | Thank you. （ありがとう） | |
| 23:50:40                    | ATC                         | Springbok Two Nine Five, Plaisance. （SAA295便、こちらプレザンス） | |
| 23:50:44                    | 295                         | Eh, go ahead. （もう一度） | |
| 23:50:46                    | ATC                         | Request your actual position please and your DME distance? （そちらの現在位置とDME（航空用距離測定装置）の距離を教えて頂けますか？） | |
| 23:50:51                    | 295                         | Eh, we haven't got the DME yet. （DMEが読み取れない） | |
| 23:50:55                    | ATC                         | Eh, roger and your actual position please. （了解。では、現在位置を教えて頂けますか？） | |
| 23:51:00                    | 295                         | Eh, say again. （もう一度） | |
| 23:51:02                    | ATC                         | Your actual position. （そちら（SAA295便）の現在位置です） | |
| 23:51:08                    | 295                         | Now we've lost a lot of electrics, we haven't got anything on the, on the aircraft now. （計器がほとんど使えない。情報入手も困難だ） | |
| 23:51:12                    | ATC                         | Eh, roger, I declare a full emergency immediately. （了解。直ちに緊急事態を宣言します） | |
| 23:51:15                    | 295                         | Affirmative. （（緊急事態宣言を）確認） | |
| 23:51:18                    | ATC                         | Roger. （了解） | |
| 23:52:19                    | ATC                         | Eh, Springbok Two Nine Five, do you have an Echo Tango Alfa Plaisance please? （SAA295便、プレザンスへの到着予定時刻（ETA）を確認したい） | |
| 23:52:30                    | ATC                         | Springbok Two Nine Five, Plaisance. （SAA295便、こちらプレザンス） | |
| 23:52:32                    | 295                         | Ja, Plaisance? （プレザンス？） | |
| 23:52:33                    | ATC                         | Do you have an Echo Tango Alfa Plaisance please? （プレザンスへの到着予定時刻を確認したい） | |
| 23:52:36                    | 295                         | Ja, eh, zero zero, eh eh eh three zero. （到着は00時30分の予定） | |
| 23:52:40                    | ATC                         | Roger, zero zero three zero, thank you. （了解。00時30分に到着予定。ありがとうございます） | |
| 23:52:50                    | 295                         | Hey Joe, shut down the oxygen left. （おい、残りの酸素を止めてくれ） | Inadvertent transmission from the aircraft |
| 23:52:52                    | ATC                         | Sorry, say again please? （ごめんなさい、もう一度よろしいですか？） | |
| 00:01:34                    | 295                         | Eh, Plaisance, Springbok 295, we've opened the door(s) to see if we (can?)...we should be OK （プレザンス、こちらSAA295便。（煙を排出する為に）ドアを開けている。おそらく大丈夫そうだ） | |
| 00:01:36                    | 295                         | Look there (?) | Exclamation by someone else, and is said over the last part of the previous sentence                                                                                                |
| 00:01:45                    | 295                         | Donner se deur t... | Close the bloody door (Direct translation: Bloody door c...) （操縦席と客室の間のドアを閉めるよう指示）                                                                             |
| 00:01:57                    | 295                         | Joe, switch up quickly, then close the hole on your side. （急げ。それから穴も塞げ） | |
| 00:02:10                    | 295                         | Pressure(?) twelve thousand （気圧（？）12000） | |
| 00:02:14                    | 295                         | ...Genoeg is...Anders kan ons vlug verongeluk | ..Is enough... ..otherwise our flight could come to grief (a more direct translation would be: otherwise our flight might have an accident)                                         |
| 00:02:25                    | 295                         | Carrier wave only | |
| 00:02:38                    | 295                         | Eh Plaisance, Springbok Two Nine Five, do (did) you copy? （プレザンス、こちら295便。もう一度繰り返して欲しい） | |
| 00:02:41                    | ATC                         | Eh negative, Two Nine Five, say again please, say again. （すみません295便、もう一度よろしいですか？） | |
| 00:02:43                    | 295                         | We're now sixty five miles. （現在、空港から65マイル（約104.6km）の位置にいる） | |
| 00:02:45                    | ATC                         | Confirm sixty five miles. （65マイルの位置、確認） | Incorrectly understood by air traffic control to mean that the aircraft was 65 miles from the airport; in fact it was 65 miles from waypoint Xagal, and 145 miles from the airport. |
| 00:02:47                    | 295                         | Ja, affirmative Charlie Charlie. （了解した） | |
| 00:02:50                    | ATC                         | Eh, Roger, Springbok eh Two Nine Five, eh re you're recleared flight level five zero. Recleared flight level five zero. （了解。SAA295便、高度5000ftを承認します） | |
| 00:02:58                    | 295                         | Roger, five zero. （了解。高度5000ft） | |
| 00:03:00                    | ATC                         | And, Springbok Two Nine Five copy actual weather Plaisance Copy actual weather Plaisance. The wind one one zero degrees zero five knots. The visibility above one zero kilometres. And we have a precipitation in sight to the north. Clouds, five oktas one six zero zero, one okta five thousand feet. Temperature is twenty two, two two. And the QNH one zero one eight hectopascals, one zero one eight over. （それと、SAA295便、現在の空港周辺の天候をお伝えします。風向き110度、風速5ノット（約2.57m/s）、視界は10km。また、北に雨雲が見えます。雲量は高度1600ftで5オクタ（中程度）、高度5000ftで1オクタ（晴れ）。気温は22℃、QNH（気圧高度計規正値）1018hPa。以上になります） | |
| 00:03:28                    | 295                         | Roger, one zero one eight. （1018hPa、了解） | |
| 00:03:31                    | ATC                         | Affirmative, eh and both runways available if you wish. （その通りです。あと滑走路は2本とも利用可能） | |
| 00:03:43                    | ATC                         | And two nine five, I request pilot's intention. （295便、どちらに着陸しますか？） | |
| 00:03:46                    | 295                         | Eh, we'd like to track in eh, on eh one three. （出来れば、滑走路13に降りたい） | |
| 00:03:51                    | ATC                         | Confirm runway one four. （滑走路14ですね？） | |
| 00:03:54                    | 295                         | Charlie Charlie （その通り） | |
| 00:03:56                    | ATC                         | Affirmative and you're cleared, eh direct to Foxtrot Foxtrot. You report approaching five zero （了解、承認しました。フリック・アン・フラックNDB（無指向性無線標識）に向かって直行して下さい。高度が5000ftに近づいたら報告願います） | Clearance granted to the Flic-en-Flac non-directional navigation beacon. |
| 00:04:02                    | 295                         | Kay. （了解） | Last transmission from the aircraft（機体からの最後の交信） |
| 00:08:00                    | ATC                         | Two Nine Five, Plaisance. （295便、こちらプレザンス） | |
| 00:08:11                    | ATC                         | Springbok Two Nine Five, Plaisance. （SAA295便、こちらプレザンス） | |
| 00:08:35                    | ATC                         | Springbok Two Nine Five Plaisance (No answer) （SAA295便、こちらプレザンス（応答なし）） | |

その後、火災が重要な電気系統を破壊したため、295便は通信不能、機体制御不能に陥った。そして00:07 UTC（現地時間4時07分）に機体が空中分解、モーリシャスの北東約250km沖合のインド洋上に高速で墜落、水深約4000 - 5000mの海底に突入したと推測されている  。
モーリシャスATCは通信途絶から36分後、16:44 UTC（現地時間4時44分）、正式に緊急事態を宣言した。

## 捜索と救助活動
ヘルダバーグからモーリシャスATCへの最後の位置報告は、次のウェイポイントではなく空港に関連したものと誤解されたため、捜索は当初、実際の位置からずれた場所で行われてしまった。
その後南アフリカ航空の捜索隊が墜落地点を発見、モーリシャス政府・南アフリカ軍・レユニオン島のフランス海軍やディエゴガルシアのアメリカ海軍らによる捜索活動が開始。墜落から12時間後、油膜と極度の損傷を受けた8つの遺体が水中で発見されたが、事故現場からは大きく離れた地点まで漂ってきていたことが後に判明している。
| 国旗             | 乗客 | 乗務員 | 合計 |
| ---------------- | ---- | ------ | ---- |
| オーストラリア   | 2    | 0      | 2    |
| デンマーク       | 1    | 0      | 1    |
| 西ドイツ         | 1    | 0      | 1    |
| 香港             | 2    | 0      | 2    |
| 日本             | 47   | 0      | 47   |
| 韓国             | 1    | 0      | 1    |
| モーリシャス     | 2    | 0      | 2    |
| オランダ         | 1    | 0      | 1    |
| 南アフリカ共和国 | 52   | 19     | 71   |
| 中華民国         | 30   | 0      | 30   |
| イギリス         | 1    | 0      | 1    |
| 合計             | 140  | 19     | 159  |

## 調査
回収された手荷物から、3つの腕時計が発見された。うち2つはまだ台湾時間に従って動作しており、南アフリカの調査責任者Rennie Van Zyl（レニー・ファン・セイル）は、停止した時計との比較からおおよその墜落時刻を推定した。
墜落直後、当時の南アフリカの政治情勢から、巷ではテロ説が盛んに取り上げられていたが、爆発物の痕跡は見当たらなかった。また血液検査の結果、遺体は煤を吸い込んでいたことが発見された。これは機体が墜落する以前に、すでに乗客が煙の吸入により死亡していたことを示すものだった。
墜落地点を発見しブラックボックスを回収するため、米国のサルベージ専門会社 Steadfast Oceaneering による捜索が行われ、多大な費用が投じられた。 捜索区域の大きさはタイタニック号のそれと同程度であり、5000メートル（16,000フィート）は同社がそれまで請け負ってきたサルベージ作業をゆうに超える深水域だったが、幸い残骸は捜索開始から2日以内に発見された。
- 残骸の発見箇所
- 南緯19度10分30秒 東経59度38分0秒 / 南緯19.17500度 東経59.63333度
- 南緯19度9分53秒 東経59度38分32秒 / 南緯19.16472度 東経59.64222度
- 南緯19度9分15秒 東経59度37分25秒 / 南緯19.15417度 東経59.62361度

これらの場所はそれぞれが、墜落現場周辺数キロにわたって点在していた。これは機体が空中分解したことを示唆するものである。また残骸の状態などから、尾部から分解が始まったことが推測された。

### コックピットボイスレコーダー
1989年1月6日、遠隔操作型の無人潜水機（ROV） ジェミニは深さ4,900メートル（16,100フィート）からコックピットボイスレコーダー（CVR）の回収に成功した 。しかし、フライトデータレコーダー（FDR）は発見されなかった。
ファン・セイルは政治状況を考慮し、ワシントンDCの米国運輸安全委員会 （NTSB）にボイスレコーダーを引渡し、自身が立ち会うことで調査の中立性を確保した。 ファン・セイルは「南アフリカでCVRの分析を続けていれば、真実を隠蔽したと非難されただろう」と述懐している 。
CVRの記録開始から約28分後に火災警報が鳴りその14秒後、電気系統のブレーカーが飛び始める。捜査官たちはこの時に約80の回線が切れ、電気系統・昇降舵・方向舵等の操縦系統が失われたと推測している。アラームの81秒後にCVRのケーブルが焼き切れ、記録はそこでストップしていた。また後の調査で、溶融した金属塊の中から焼け焦げた未使用の消火器が回収され、乗組員は貨物室に入って消火しようとしたものの、火勢の強さにあきらめざるを得なかったと考えられている。
貨物室を復元しての調査が行われた結果、燃えたのは床から1m以上の部分であり、特に貨物室前方の壁と天井が激しく燃えていたことが判明した。ファン・セイルは、右前方のパレットが火元であることを発見した。パレットに積まれた貨物の大部分はポリスチレン包装のコンピューター機器だった。何らかの原因でこれが発火し、ポリスチレンが燃えてガスが発生・天井付近に蓄積。これがフラッシュオーバーを起こし、貨物室全体に影響を及ぼした可能性があった
。
ファン・セイルは火元は特定できたものの、なぜ火災が起こったのかについては突き止めることが出来ず、そのまま調査を終了した。ただし公式報告書ではコンピューター機器の存在に注目し、コンピューターの中に含まれているリチウム電池が自然発火した可能性を指摘している。

### 公式調査委員会
公式調査委員会は、南アフリカの最高裁判所判事、Cecil Margo（セシル・マーゴ）を議長とし、NTSBとボーイング社の協力により事故の調査を行った 。
事故現場から回収されたカーボンファイバー製テニスラケットを溶かすには600°Cの温度が必要であり、公式報告 は、火災がかなりの時間にわたって燃え続け、構造的損傷を引き起こした可能性があり、それを認めるに十分な証拠があると述べている。
墜落の直接原因は特定されなかったが、ボーイング社は機体の分解を伴うあらゆるシナリオをあげ、委員会はそのうち以下の2つの可能性について言及した。まず、乗組員がコックピットに侵入した煙により意識を喪失したこと。そして、火災の熱が機体構造を劣化させて空中分解・尾部が分離したことである。
委員会はテロの可能性を否定し、この事故を個人の責任とすることは不可能であるとした。また、クラスB貨物室（747-200 Combiに搭載されているタイプ）の火災検知およびコントロールシステムの不備が、事故の主な原因であると結論付けた。
この事故は、クラスBの貨物室に関する対容量規制が大きく立ち遅れているという事実を、世界中の航空当局に警告することとなった。この事故から2年後、アメリカの連邦航空局は貨物室の耐火性に関する耐空性改善通達 (AD) を発行し、B747-400コンビの製造にフィードバックされている。

### コンビデザイン
この事故は747コンビでの最初の火災事件であり、ワイドボディ航空機での数少ない火災の1つとなった。 ボーイングの捜査官であるFred Bereswill（フレッド・ベレスウィル）は、この理由から295便の火災を重要視している。
NTSBのBarry Strauchはボーイングの本社を訪問し、コンビの設計について問い合わせた。 客室内の空気は貨物室よりもわずかに高い圧力を持つように設計されているため、乗務員が貨物室のドアを開いても、客室からの空気が貨物室に流れ込み、煙やガスが流れ込まないようになっていた。  ボーイング社では米国の連邦規則に従い、大量のタバコの葉を燃やす実験を行ったが、火災は貨物室の中にとどまった。
調査官は、プラスチック製のカバーと予備のパレットが火災の燃料となったことを考慮し、295便と同様の条件で再試験を行った。その結果、高温の炎により加熱された空気は通常よりも高い圧力を持ち、貨物室のドアを開くと煙・ガスが客室に流れ込んだ。事故現場を再現したテストのデータは、クラスB貨物室の使用が十分な防火性能を備えていなかったということを証明したのである 。
その後、南アフリカ航空は1993年にコンビの使用を中止し、 連邦航空局は手動消防をメインデッキの貨物室の主な消火手段にすべきではないと規定する新しい規則を導入した。 これらの新しい規格に準拠するためには、重量の増加や追加の装置類を設置することが必須であり、経済的負担の大きさから747コンビは使われなくなった。にもかかわらず、コンビは最後の機体がKLMに納入された2002年まで、747製品ラインに残っていた。

## 陰謀論
1992年1月、王立航空協会(RAeS)のジャーナルは、SAAフライト295を破壊した機内火災の調査が再開された可能性があると主張し、貨物火災は、ミサイルロケット燃料の発火による疑いがあると書きたてた。 しかし、実際にはこのとき調査は再開されず、火災の原因となった貨物の性質に関しては多くの陰謀論が生まれることとなった   。
南アフリカの政府の化学者は、295便目の右前パレットの横にあるナイロンネットに付着していた鉄粉を調べ、溶融状態の間に高速で飛び散っていたことを発見した。 つまり火災は、梱包によって引き起こされたフラッシュオーバーによるものではなかった可能性もある。 また、イギリスの火災・爆発のアナリストは、パレットの上に位置していた航空機の外装、スキンと呼ばれるパネルが摂氏300度（華氏温度の場合572°F)にまで熱せられていたと主張した。
一方ボーイングの捜査官であるフレッド・ベレスウィルは、発火元がそれ自身の酸化剤を含む、線香花火のような特性を持っていたことが考えられること、機外の冷気流が原因で、飛行中の航空機のスキンがそれほどの高温になることは困難であると述べた。
法廷科学者のデービッド・クラッツォウ博士は、ボーイングの弁護士に依頼されこの事件に取り組んだ。 彼はその後、マーゴ判事の委員会が「比較的無関係な問題」を調査するのに過度の時間を費やしたこと、およびこの委員会が最も重要な質問を無視したと批判し、委員会がCVR記録から何かを隠したのではないかと疑うようになった。
博士は、この火災は通常旅客機では運ばれない物質を積んでいたとし、当時武器禁輸の下にあった南アフリカ政府が、武器を密輸入していたのではないかと考えている。 博士は、乗組員の会話が離陸直後に南シナ海の上で火災が始まったことを示唆していると主張した。ボイスレコーダーは長時間の飛行のために働いていなかったか、または乗組員の手でオフにされたというのである（当時の航空機のコックピットボイスレコーダーは30分しか記録できなかった）。

## 日本との関わり
295便には日本水産の漁船員38人を含む47人の日本人が搭乗していた。

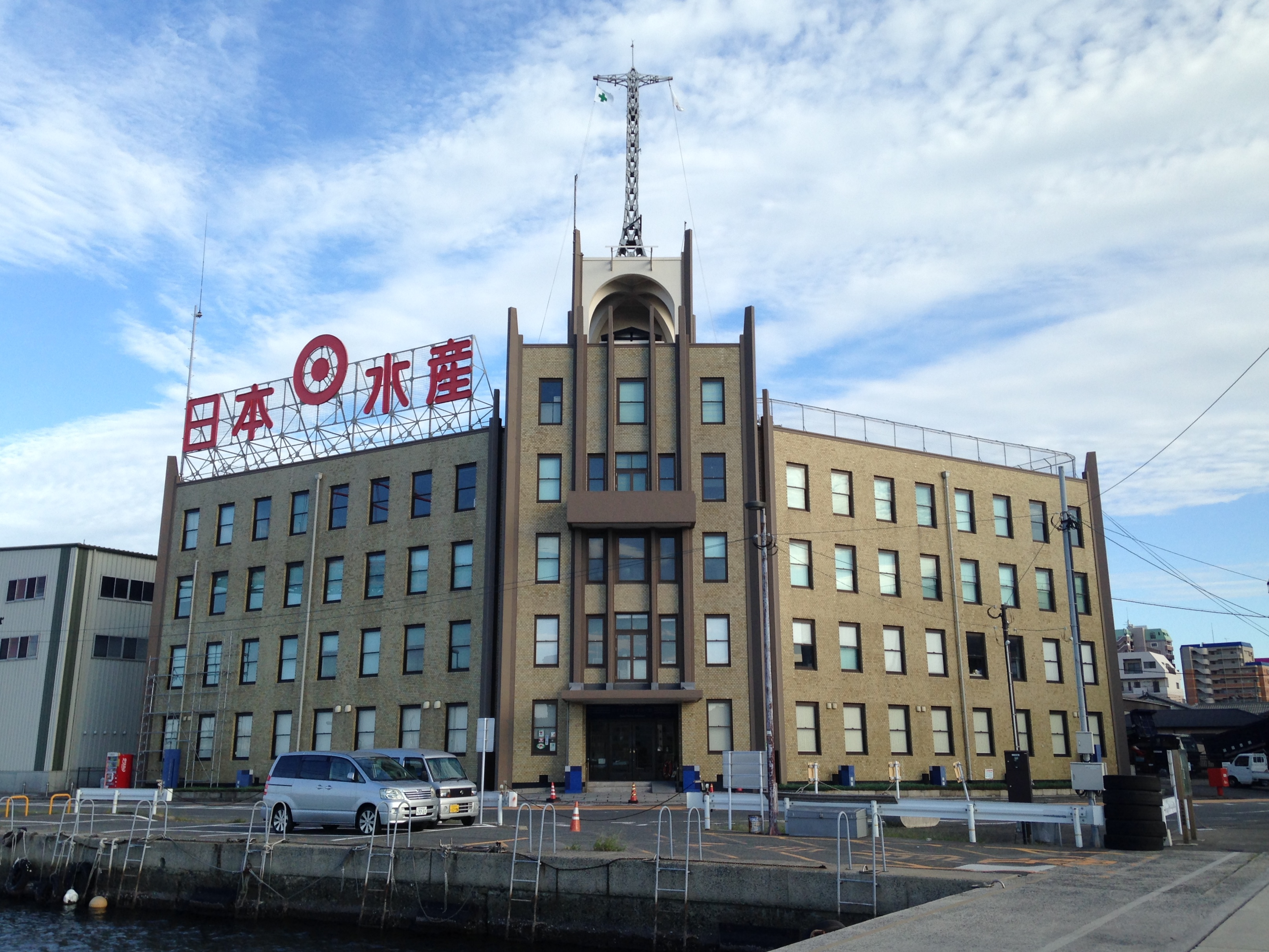
日本水産トロール部が存在したニッスイ戸畑ビル。船員の大半は当地で集合し成田空港へ向かった。

- 日本水産トロール部（戸畑区、ニッスイマリン工業の前身）のトロール漁船「天塩丸」「吉野丸」（日本船舶）の交代船員社員38人（成田空港から台北間はキャセイパシフィック航空利用）
- 宝幸水産トロール漁船「三上丸」の設備保守で向かった新潟コンバータと日本無線の技術社員各1名
- 日本鰹鮪漁業協同組合連合会（現:日かつ漁協）理事長、理事(昭和シェル石油からの出向社員）各1名
- 新日鐵グループ（現:日鉄エンジニアリングとNSエンジニアリング）社員2名
- ハル薗田（全日本プロレス）夫妻（タイガー・ジェット・シンに招聘され、新婚旅行を兼ねた海外興行に向かっていた）
- 伊藤忠商事ヨハネスブルク駐在員1名

同年12月1日に南アフリカ航空の手配で日本人乗客の家族ら132人が日水乗組員と同じルートでモーリシャスに向かい、事故現場に船と低空飛行のチャーター機(B707)で接近。12月8日に南アフリカ航空のチャーター機で帰国する際、特例で成田空港への着陸が許可され、皮肉にもアパルトヘイト政権下で同社機材が初来日する結果となった。遺体が発見されないまま、同月下旬には後楽園ホールでハル薗田夫妻の追悼試合や、1000人が参列した日本水産の社葬が行われた。

## 備考・エピソード

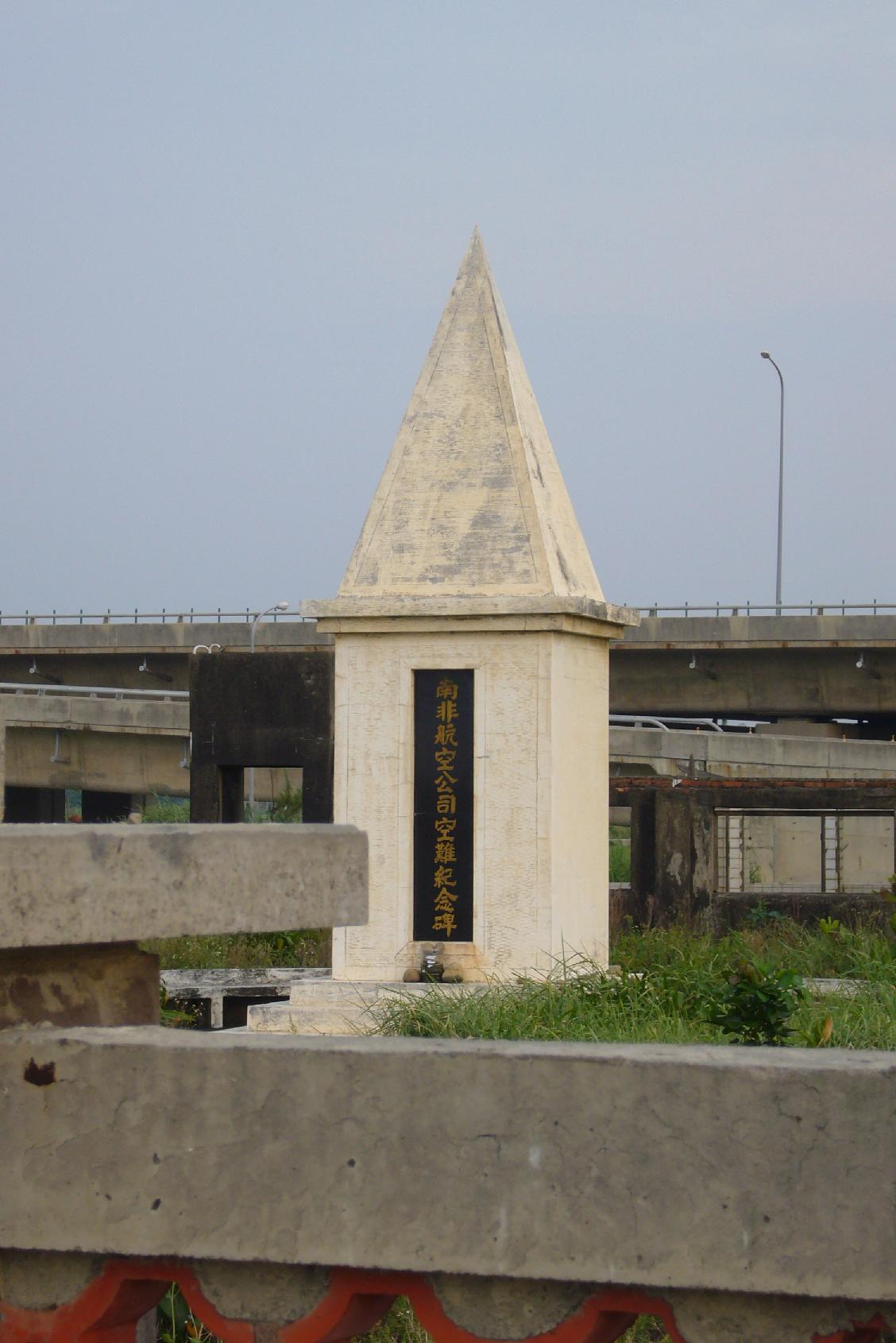
事故の慰霊碑

- 事故の慰霊碑は、事故機が最後のフライトに向かった中正国際空港（現・台湾桃園国際空港）の近くにある竹圍海水浴場と、モーリシャスのベル・マールのパブリック・ビーチにそれぞれ建立されている。30年を迎えた2017年11月29日には、在モーリシャス日本大使館員による慰霊がベル・マールで行われた。
- この事故の翌日1987年11月29日、バグダッド発アブダビ・バンコク経由ソウル行大韓航空858便がベンガル湾上空で爆破された。北朝鮮の工作員によるテロと断定されたこともあり、日本でのマスコミ報道の関心とリソースはこの「大韓航空機爆破事件」に振り向けられた。
- 2000年に入り、真実和解委員会や事故調査委員会の一部が、事故機には軍関係機関によって過塩素酸アンモニウムなどの可燃性物質や兵器が搭載されていたと主張したが、確認されることはなかった。南アフリカ当局は2002年に新たに導入された技術によって再調査し、原因は積荷リストに記載された物品ではありえないという結論に達した[5]。また、南アフリカのフォトジャーナリストが2007年に出版した書籍にて、1998年に発生したスイス航空111便墜落事故と同じく電線の劣化により発火し、燃え広がったとする仮説を記している。[要出典]

## 映像化
- メーデー!:航空機事故の真実と真相 第5シーズン第4話「MYSTERY FIRE」